# Atlético Mexiquense
Atlético Mexiquense ist ein ehemaliger mexikanischer Fußballverein mit Sitz in der Stadt Toluca im Bundesstaat México. Er war das in der zweiten Liga spielende Farmteam des Deportivo Toluca FC und trug seine Heimspiele zeitweise auch in Ixtapan de la Sal aus.

## Geschichte
Der Verein entstand, als das Management des Deportivo Toluca FC vor der Saison 1997/98 die Zweitligalizenz von Atlético Hidalgo erwarb und ein Farmteam unter der oben genannten Bezeichnung ins Leben rief.
Die neu gegründete Mannschaft beendete ihre erste Halbsaison (Invierno 1997) mit der Bilanz von 15 Siegen, 2 Remis und 3 Niederlagen sowie einem Torverhältnis von 46:22 als Superlíder, als punktbestes Team der Runde, scheiterte jedoch im Halbfinale der Liguilla mit 1:4 und 1:1 am späteren Meister und Aufsteiger Pachuca.
In den Jahren 1998 und 1999 verpasste Atlético Mexiquense die Qualifikation für die Liguillas, die man erstmals wieder im Torneo Verano 2000 erreichte, als man im Viertelfinale mit 2:5 und 1:4 gegen den späteren Aufsteiger Irapuato unterlag.
Zwischen 2001 und 2004 erreichte Atlético Mexiquense noch insgesamt fünfmal die Endrundenspiele und drang in der Apertura 2004 über die Correcaminos (0:0, 2:1) und Querétaro (1:0, 4:3) bis ins Finale vor, wo man dem späteren Aufsteiger San Luis FC knapp mit 1:0 und 1:3 n. V. (das entscheidende Tor fiel erst in der 119. Minute!) unterlag.
Fortan spielte die Mannschaft beinahe regelmäßig in den unteren Tabellenregionen und konnte sich nur noch einmal für die Liguilla qualifizieren, als man im Viertelfinale der Apertura 2007 lediglich aufgrund der in der Liga weniger erzielten Punkte mit 0:0 und 1:1 an den Correcaminos scheiterte.
Mit Umwandlung der alten Primera División 'A' zum Saisonende 2008/09 zur neuen Liga de Ascenso, die in der Saison 2009/10 ihren Spielbetrieb aufnahm, wurde die Mannschaft aus der zweiten mexikanischen Profiliga zurückgezogen und aufgelöst.